# セミッシラ
- セミッシラ
- セミスキラ
- セミスキュラ

セミッシラ（英: Themyscira）は、DCコミックスの出版するアメリカンコミック『ワンダーウーマン』に登場する架空の都市。“All Star Comics #8“（1941年12月）で初登場した。ワンダーウーマンの故郷として知られている。

## 概要
初出時は「パラダイス島」「パラダイス・アイランド」という名前で登場し、その後「セミッシラ」という固有の名前が加えられた。メディアによって「セミスキラ」「セミスキュラ」と表記揺れがある。
ウィリアム・モールトン・マーストン(William Moulton Marston)が「パラダイス・アイランド」を考案した。1930年代当時のアメリカンコミックの多くが男性ヒーローを主人公としていたことに対して、女性ヒーローのワンダーウーマンが創造されたように、男性中心社会に対する女性中心社会のアレゴリーとして創造された。
1987年2月の"Wonder Woman vol.2 #1"にてギリシャ神話における女性だけの部族アマゾーンがいたとされる「テミスキューラ」(Themiscyra, Themiskyra)から名付けられた。

## 地理
- 原作コミックでは「太平洋のどこか」とだけで詳しくは言及されていない。
- 1975年のリンダ・カーター主演のテレビドラマではバミューダトライアングルに位置しているとされた。
- 2009年のケリー・ラッセルが声を担当したアニメ映画ではエーゲ海に位置しているとされた。
- 2017年のガル・ガドット主演の実写映画では地中海に位置しているとされた。

## その他のメディア

### 映画
- ワンダーウーマン (映画) (2017年)
- ジャスティス・リーグ (映画) (2017年)

### ドラマ
- ワンダーウーマン (テレビドラマ) (1975年-1979年)
- レジェンド・オブ・トゥモロー (2016年-現在)
- TITANS/タイタンズ (2018年-現在)

### アニメ
テレビ・ウェブアニメ
- ジャスティス・リーグ (アニメ) (2001年-2004年)
- ジャスティス・リーグ・アンリミテッド (2004年-2006年)
- バットマン:ブレイブ&ボールド (2008年-2011年)
- DCスーパーヒーロー・ガールズ (2015年-現在)
- ジャスティス・リーグ・アクション (2016年-2018年)

OVA・長編アニメ
- ワンダーウーマン (アニメ) (2009年)
- スーパーマン/バットマン:アポカリプス (2010年)

### ゲーム
- インジャスティス:神々の激突 (2013年)